# Micro Cars

Logo von Micro

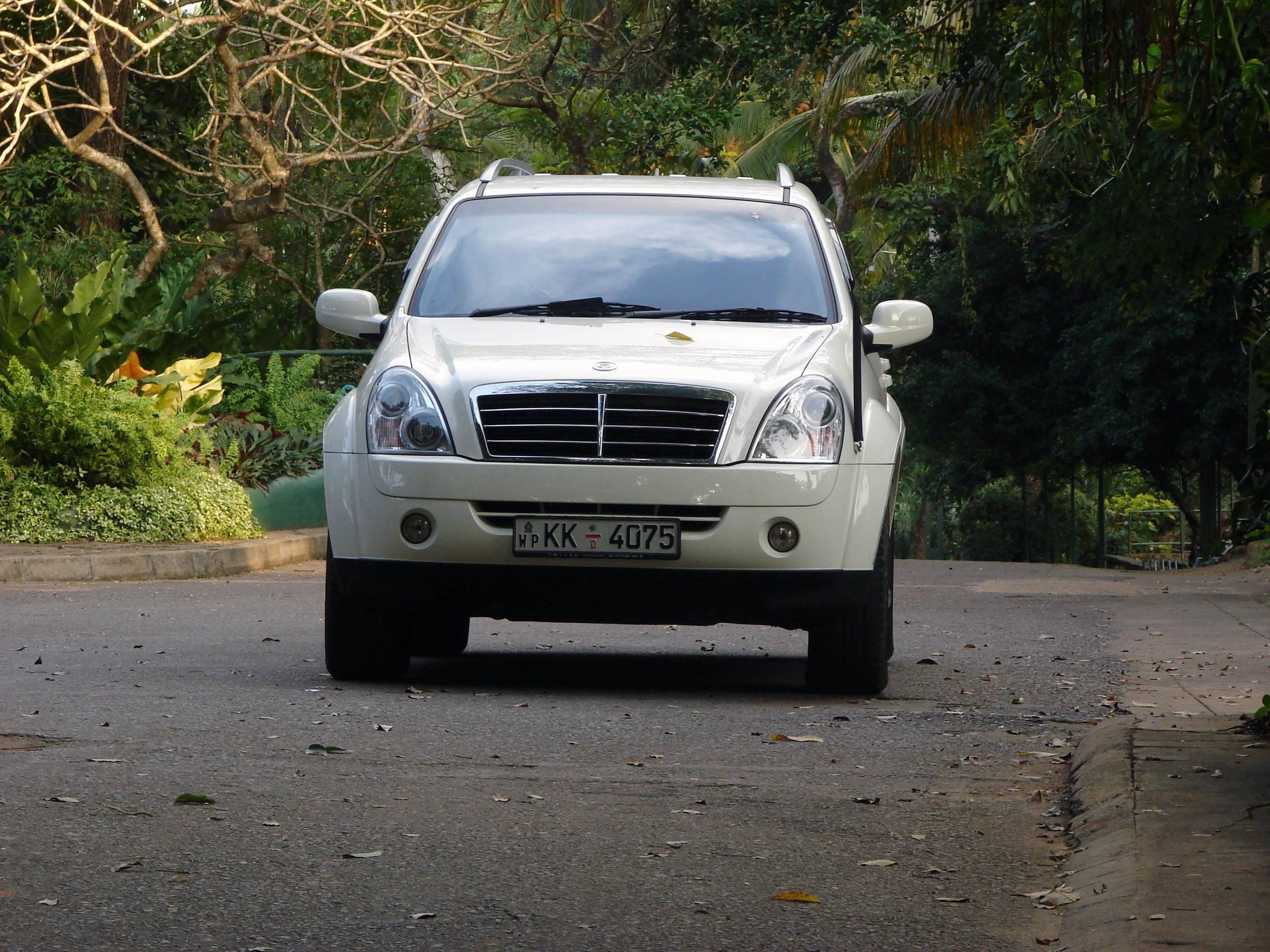
Micro Rexton II

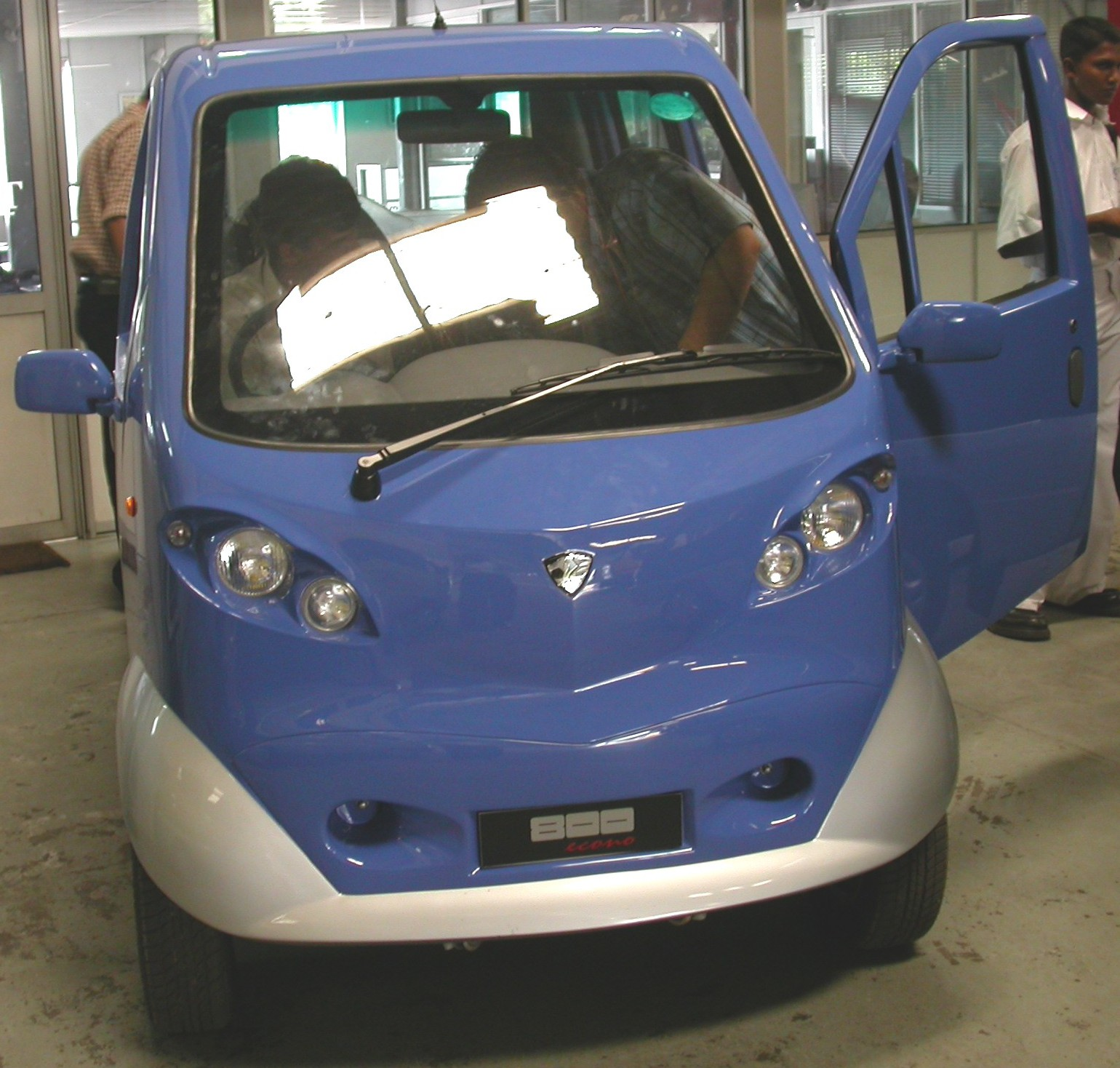
Micro Privilege

Micro Cars Pvt. Ltd. ist ein Automobilhersteller aus Sri Lanka mit Sitz in Peliyagoda (Westprovinz) nahe der Landeshauptstadt Colombo. Der Markenname lautet Micro.

## Unternehmensgeschichte
Transmec Engineering, ursprünglich Prodential Automobile, existierte seit 1995. Mitte 2001 wurde das erste Kraftfahrzeug präsentiert. Daraufhin entstand 2002 das Unternehmen Micro Cars. Lawrence Perara war der Gründer. 2003 entstanden 105 Fahrzeuge.

## Modellübersicht

### Ausgelaufene Modelle
- Micro 500 (2001–2005)
- Micro 800 (2002–2005)
- Micro MPV Junior (Zhongyi; 2003–2006; 65 PS)
- Micro MPV Junior II (??–2009)
- Micro Privilege (2001–2008; 54 PS Hybrid)
- Micro Rexton (Lizenz des SsangYong Rexton; 2003–2006; 120 bis 220 PS)
- Micro Rodius (Lizenz des SsangYong Rodius; 2009–2010; 162 PS)

### Aktuelle Modelle

#### Lizenzprodukte
- SsangYong
  - Micro Actyon (Lizenz des SsangYong Actyon; seit 2006; 141 PS)[3]
  - Micro Actyon Sports (Lizenz des SsangYong Actyon Sports; seit 2008; 141 PS)[4]
  - Micro Kyron (Lizenz des SsangYong Kyron; seit 2006; 122 PS)[5]
  - Micro Rexton II (Lizenz des SsangYong Rexton; seit 2006; 163 PS)[6]
  - Micro Stavic (Lizenz des SsangYong Rodius; seit 2010, 162 PS)[7]
- Hafei
  - Micro MPV Junior III (Minyi; seit 2006; 65 PS)[8]
  - Micro MX 7 (Saibao III; seit 2007; 101 PS)[9]
  - Micro Trend (Lubao/Lobo; seit 2006; 45 PS)[10]
- Higer Bus
  - Micro Duo Deck Double Deck Bus (seit 8.2008; 348 PS Cummins)[11]
  - Micro Higer B 8 S (seit 2010, 185 PS)[12]
  - Micro Higer V 7 (seit 2010, 180 PS)[13]
  - Micro Higer V 8 (seit 2010, 245 PS; 8,5-Meter-Version 185 PS, 8,9-Meter-Version 210 PS)[14]
  - Micro Higer V 90 (seit 2010, 245 PS)[15]
  - Micro Higer V 92 (seit 2010, 300 PS)[16]
- Geely International Corporation
  - Micro Sedan (Lizenz des Geely MK; seit 2010)[17]
- Toyota
  - Micro MPV J (Lizenz des Toyota Hiace; seit 2010, 87 PS)[18]
- Isuzu
  - Micro LT Cargo (Lizenz des Isuzu D-Max; seit 2010, 78 PS)[19]

#### Eigene Entwicklungen
- Micro Privilege (seit 2008; 54 PS Hybrid)[20]
- Micro MPV J 4 (seit 2010)[21]
- Micro Hova Terminal Tractor (seit 2010, 266 PS)[22]
- Micro Howo Prime Mover (seit 2010, 336 PS)[23]
- Micro Agri DI-750 (seit 2010, 47,85 PS)[24]